# Christopher O’Neill

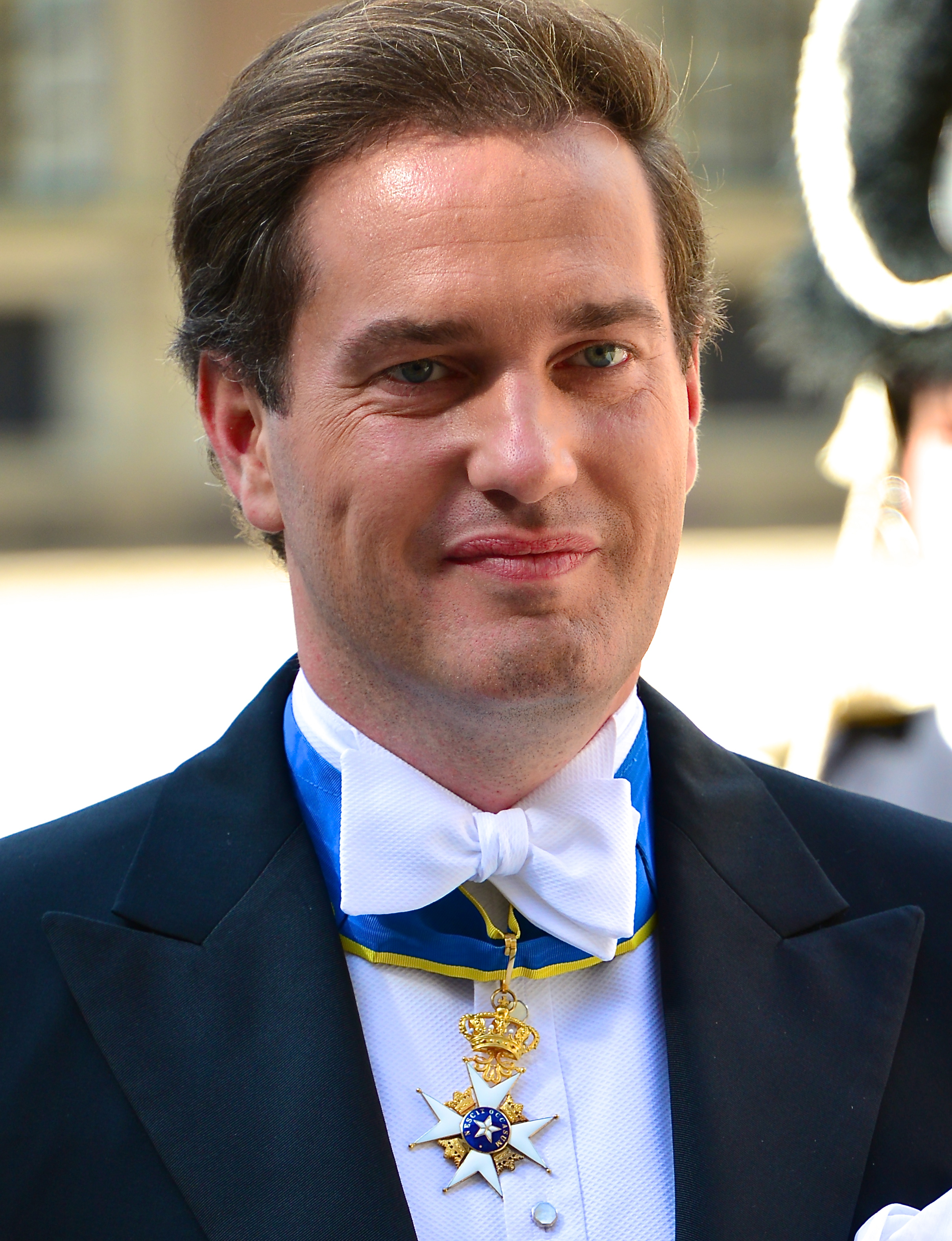
Christopher O’Neill

Christopher Paul O’Neill (* 27. Juni 1974 in London) ist ein britisch-amerikanischer Geschäftsmann. Er ist der Ehemann von Prinzessin Madeleine von Schweden.

## Leben
Christopher O’Neill ist der Sohn des irisch-amerikanischen Investmentbankers Paul Cesario O’Neill (1926–2004) und der gebürtigen Österreicherin Eva Maria Walter (* 1940). Er ist außerdem deutscher Staatsangehöriger. Christopher O’Neill besuchte das Internat auf dem Rosenberg in St. Gallen, anschließend studierte er in Boston und New York City Internationale Beziehungen sowie Betriebswirtschaftslehre. Nach seinem Studium war er für verschiedene Investmentbanken tätig.
Er ist seit dem 8. Juni 2013 mit Prinzessin Madeleine von Schweden, der jüngsten Tochter Königs Carl XVI. Gustaf von Schweden und Nummer neun in der schwedischen Thronfolge, verheiratet. Die Hochzeit fand in der Schlosskirche des königlichen Schlosses in Stockholm statt und wurde von vielen Fernsehstationen übertragen. Am 20. Februar 2014 kam die gemeinsame Tochter Leonore Lilian Maria in New York City zur Welt; am 15. Juni 2015 wurde das Paar Eltern eines Sohnes namens Nicolas Paul Gustaf. Am 9. März 2018 wurde ihr drittes Kind Adrienne Josephine Alice geboren.
Seit Herbst 2018 lebte die Familie aus beruflichen Gründen O’Neills in Florida. Im Juni 2024 erfolgte schließlich ein Umzug von Florida nach Stockholm.

## Status
Im Gegensatz zu den Ehepartnern von Kronprinzessin Victoria und Prinz Carl Philip gehört O’Neill zwar zur Königsfamilie, zählt jedoch nicht als Mitglied des Hofes, da er aus beruflichen Gründen sowohl die schwedische Einbürgerung als auch die Erhebung in den schwedischen Hochadel ablehnte. Für ihn waren die Titel Prinz von Schweden, Herzog von Gästrikland und Hälsingland vorgesehen. Deshalb betreibt er kein offizielles soziales Engagement im Namen des Königshauses und profitiert selbst nicht von Steuerzahlungen des schwedischen Volkes an den Königshof. In Schweden ist er offiziell Herr Christopher O’Neill.

## Staatliche Orden
- Kommandeur des Nordstern-Ordens, verliehen am 6. Juni 2013 von König Carl XVI. Gustaf von Schweden.